# Rosine De Dijn
Rosine De Dijn (* 1941 in Flandern) ist eine belgische Journalistin und Schriftstellerin.

## Leben
De Dijn wuchs in Antwerpen auf und lebt seit 1966 im Rheinland in der Nähe von Köln als freie Journalistin. Sie machte sich einen Namen, indem sie zahlreiche Beiträge für verschiedene flämische Zeitungen, deutsche Zeitschriften und den belgischen Rundfunk verfasste sowie einige Bücher schrieb. Ihr Sohn Jan Henne De Dijn war als Geschäftsführer bei mehreren bekannten Unternehmen tätig (zum Beispiel Hamburg Media School oder Langenscheidt Verlag).

## Werke
- Belgien. Eine sinnliche Verführung. Mit Fotografien von Helmut Claus. Grenz-Echo Verlag, Eupen, 1988.
- Die Unfähigkeit. Bilanz einer Liebesbeziehung. Textüberarb. Astrid Wirtz, S. Fischer Verlag, Frankfurt am Main 1987, ISBN 3-596-23797-1.
- Der Scholteshof in Flandern. Kulinarische Lebenskunst im Wechsel der Jahreszeiten. Econ Verlag 1990, ISBN 3-430-18628-5.
- Vom Mythos der kulinarischen Freuden. Mit historischen Rezepten der heutigen Zeit angepaßt. Mit Fotografien von Siegfried Himmer, Red. Carola Reich, Ceres Verlag 1991.
- Belgien. Bunte Widersprüche und verbindende Lebensfreude. Mit Fotografien von Siegfried Himmer. GEV, Eupen 1992, ISBN 90-5433-000-7.
- Die Macht der Musen. Geschichten und Rezepte berühmter Paare. Mit Illustrationen von Walter Hanel, Ceres Verlag, Bielefeld 1992, ISBN 3-7670-0434-8.
- Antwerpen, Mechelen und Lier. Die Schönen von Brabant. Mit Fotografien von Siegfried Himmer, red.Mitarb. Susanne George, Bastei Lübbe Verlag, Bergisch Gladbach 1992, ISBN 3-404-69002-8.
- Flandern: Schatzkammer des Abendlandes. Mit Fotografien von Siegfried Himmer, GEV 1993.
- Die Flucht der Yudka Kalman. 1941–1950. Deutsche Verlags-Anstalt, Stuttgart 1994, ISBN 3-421-06701-5.
- Köln in Sack und Asche: Bräuche und Speisen in der Fastenzeit. Mit Fotografien von Joseph Mick. Bastei Lübbe, Bergisch Gladbach 1994, ISBN 3-7857-0746-0.
- Lust auf Löffel. Roger Souvereyns im flandrischen Scholteshof. Mit Fotografien von Siegfried Himmer, GEV 1995.
- Belgien: Märkte, Menschen, Milieu. Mit Fotografien von Siegfried Himmer. GEV, Eupen 1999, ISBN 90-5433-110-0.
- Des Kaisers Frauen. Eine Reise mit Karl V. über Flandern und Deutschland bis in die Estremadura. Mit einem Vorwort von Ferdinand Seibt. Deutsche Verlags-Anstalt, Stuttgart 1999, ISBN 3-421-05159-3.
- Liebe, Last und Leidenschaft. Frauen im Leben von Rubens. Deutsche Verlags-Anstalt, Stuttgart/München 2002, ISBN 3-421-05621-8.
- Bauernhöfe, Bauernstand: landauf, landab in Belgien. Mit Fotografien von  Siegfried Himmer, GEV, Eupen 2003, ISBN 90-5433-173-9.
- Unverwechselbares Osnabrück. Mit Fotografien von Peter Franke und Bertram Kober, Hrsg. Verkehrsverein Stadt und Land Osnabrück e.V. Edition Leipzig, Leipzig 2004, ISBN 3-361-00586-8.
- „Du darfst nie sagen, daß du Rachmil heißt.“ Die Geschichte von Laja Menen und ihrem Sohn Rudi. Deutsche Verlags-Anstalt, München 2005, ISBN 3-421-05894-6.
- Das Schicksalsschiff. Rio de Janeiro-Lissabon-New York 1942. Deutsche Verlags-Anstalt, München 2009, ISBN 978-3-421-04350-4.
- Deutsche unter Belgiern: grenzüberschreitende Erfahrungen in Ostbelgien, Wallonien und Flandern; Fotograf Willi Filz, GEV 2011.
- Die Gäste des Führers. GEV, Eupen 2014, ISBN 978-3-86712-098-2.
- Albert Einstein & Elisabeth von Belgien. Eine Freundschaft in bewegter Zeit. Friedrich Pustet, Regensburg 2016, ISBN 978-3-7917-2799-8.
- Überleben nach dem Holocaust. Über das Grand Hôtel im belgischen Seebad Knokke, das bewegte Leben des Monsieur Motke und wie das jüdische Antwerpen, das „Jerusalem an der Schelde“, wieder auflebte. GEV, Eupen 2021, ISBN 978-3-86712-165-1.